# Marandahalli
Marandahalli é uma panchayat (vila) no distrito de Dharmapuri, no estado indiano de Tamil Nadu.

## Geografia
Marandahalli está localizada a 12° 24′ N, 78° 00′ L. Tem uma altitude média de 581 metros (1906 pés).

## Demografia
Segundo o censo de 2001,  Marandahalli  tinha uma população de 10,171 habitantes. Os indivíduos do sexo masculino constituem 50% da população e os do sexo feminino 50%. Marandahalli tem uma taxa de literacia de 61%, superior à média nacional de 59.5%: a literacia no sexo masculino é de 66% e no sexo feminino é de 55%. Em Marandahalli, 12% da população está abaixo dos 6 anos de idade.